# Carmelita Airport
Carmelita Airport är en flygplats i Guatemala.   Den ligger i departementet Petén, i den norra delen av landet, 300 km norr om huvudstaden Guatemala City. Carmelita Airport ligger 230 meter över havet.
Terrängen runt Carmelita Airport är platt. Runt Carmelita Airport är det mycket glesbefolkat, med 2 invånare per kvadratkilometer. Närmaste större samhälle är Carmelita, 0,30 km väster om Carmelita Airport. I omgivningarna runt Carmelita Airport växer i huvudsak städsegrön lövskog.